# Thomas Kirkman
Pour les articles homonymes, voir Kirkman.
Thomas Penyngton Kirkman, né le 31 mars 1806 et mort le 3 février 1895, est un mathématicien britannique et représentant de l'Église d'Angleterre. Bien que d'abord un homme d'Église, il a été très actif dans la recherche en mathématiques et est considéré par Alexander Macfarlane comme l'un des dix mathématiciens britanniques les plus influents du XIXe siècle,,. Il a donné son nom au problème des 15 écolières, un théorème sur les systèmes de Steiner qui a fondé la théorie du design combinatoire (Combinatorial design),.

## Jeunesse et formation
Kirkman naît le 31 mars 1806 à Bolton, dans le nord-ouest de l'Angleterre. Il est le fils d'un marchand de coton. Il est reconnu comme le meilleur élève de la Bolton Grammar School, mais aucune mathématique n'est enseignée à cette école. Le vicaire lui promet une bourse pour Cambridge, mais son père refuse qu'il quitte. Kirkman quitte l'école à 14 ans pour travailler pour son père,,.
Neuf ans plus tard, malgré l'opposition de ce dernier, Kirkman entre au Trinity College de Dublin. Il y sera tuteur privé afin de pouvoir financer ses études. Il obtient son B.A. en 1833, puis retourne en Angleterre en 1835,,.

## Ordination et ministère
De retour en Angleterre, Kirkman intègre l'Église d'Angleterre et devient curate (en) à Bury (Grand Manchester), puis Lymm. En 1839, on lui offre le poste de recteur de Christ Church, Croft, une nouvelle paroisse du Lancashire. Il y demeurera pendant 52 ans, jusqu'à sa retraite en 1892.
Au niveau théologique, Kirkman soutient la position anti-littéraliste (en) de John William Colenso. Il s'oppose également fortement au matérialisme. Il publie plusieurs articles sur la théologie, ainsi que le livre Philosophy Without Assumptions (1876),,.
Kirkman épouse Eliza Wright en 1841. Le couple a sept enfants. Pour subvenir aux besoins de sa famille, Kirkman complète ses revenus à l'aide du tutorat jusqu'à ce que sa femme hérite suffisamment pour assurer leur subsistance. À partir de ce moment, puisque son travail ne lui demande que peu de temps, Kirkman consacre son temps libre aux mathématiques,.
Kirkman meurt le 4 février 1895 à Bowdon (Grand Manchester). Sa femme meurt dix jours plus tard,.